# ياان
ياان (بالصينية: 雅安市 )‏ هي مدينة على مستوى محافظة، في جمهورية الصين الشعبية، تتبع سيتشوان، تبلغ مساحتها 15,314 كيلومتر مربع، رمزها البريدي هو 625000.

## المناخ
يظهر الجدول التالي التغييرات المناخية على مدار السنة ليان:
| البيانات المناخية لـياان           | البيانات المناخية لـياان | البيانات المناخية لـياان | البيانات المناخية لـياان | البيانات المناخية لـياان | البيانات المناخية لـياان | البيانات المناخية لـياان | البيانات المناخية لـياان | البيانات المناخية لـياان | البيانات المناخية لـياان | البيانات المناخية لـياان | البيانات المناخية لـياان | البيانات المناخية لـياان | البيانات المناخية لـياان |
| الشهر                              | يناير                    | فبراير                   | مارس                     | أبريل                    | مايو                     | يونيو                    | يوليو                    | أغسطس                    | سبتمبر                   | أكتوبر                   | نوفمبر                   | ديسمبر                   | المعدل السنوي            |
| ---------------------------------- | ------------------------ | ------------------------ | ------------------------ | ------------------------ | ------------------------ | ------------------------ | ------------------------ | ------------------------ | ------------------------ | ------------------------ | ------------------------ | ------------------------ | ------------------------ |
| الدرجة القصوى °م (°ف)              | 18.2 (64.8)              | 22.1 (71.8)              | 27.7 (81.9)              | 33.2 (91.8)              | 35.1 (95.2)              | 34.9 (94.8)              | 35.2 (95.4)              | 35.4 (95.7)              | 34.9 (94.8)              | 28.7 (83.7)              | 24.5 (76.1)              | 19.6 (67.3)              | 35.4 (95.7)              |
| متوسط درجة الحرارة الكبرى °م (°ف)  | 9.4 (48.9)               | 11.1 (52.0)              | 15.6 (60.1)              | 21.5 (70.7)              | 25.5 (77.9)              | 27.7 (81.9)              | 29.6 (85.3)              | 29.6 (85.3)              | 24.9 (76.8)              | 20.1 (68.2)              | 15.5 (59.9)              | 10.8 (51.4)              | 20.1 (68.2)              |
| المتوسط اليومي °م (°ف)             | 6.3 (43.3)               | 7.7 (45.9)               | 11.6 (52.9)              | 16.8 (62.2)              | 20.8 (69.4)              | 23.3 (73.9)              | 25.1 (77.2)              | 24.9 (76.8)              | 21.0 (69.8)              | 16.7 (62.1)              | 12.4 (54.3)              | 7.8 (46.0)               | 16.2 (61.2)              |
| متوسط درجة الحرارة الصغرى °م (°ف)  | 4.1 (39.4)               | 5.5 (41.9)               | 8.8 (47.8)               | 13.5 (56.3)              | 17.5 (63.5)              | 20.2 (68.4)              | 22.0 (71.6)              | 21.9 (71.4)              | 18.5 (65.3)              | 14.5 (58.1)              | 10.3 (50.5)              | 5.8 (42.4)               | 13.6 (56.4)              |
| أدنى درجة حرارة °م (°ف)            | −2.8 (27.0)              | −1.6 (29.1)              | −0.7 (30.7)              | 3.2 (37.8)               | 10.0 (50.0)              | 14.3 (57.7)              | 17.1 (62.8)              | 16.6 (61.9)              | 12.9 (55.2)              | 4.8 (40.6)               | 1.2 (34.2)               | −3.9 (25.0)              | −3.9 (25.0)              |
| الهطول مم (إنش)                    | 20.8 (0.82)              | 31.9 (1.26)              | 50.9 (2.00)              | 93.0 (3.66)              | 129.4 (5.09)             | 181.0 (7.13)             | 369.6 (14.55)            | 433.6 (17.07)            | 206.6 (8.13)             | 98.3 (3.87)              | 56.5 (2.22)              | 20.9 (0.82)              | 1٬692٫5 (66.62)          |
| متوسط أيام هطول الأمطار (≥ 0.1 mm) | 13.3                     | 16.1                     | 18.6                     | 17.8                     | 19.1                     | 19.3                     | 20.1                     | 18.8                     | 20.8                     | 20.4                     | 16.3                     | 12.6                     | 213.2                    |
| المصدر: Weather China              |                          |                          |                          |                          |                          |                          |                          |                          |                          |                          |                          |                          |                          |

## التقسيمات الإدارية
- Yucheng, Ya'an [الإنجليزية]‏
- Mingshan, Ya'an [الإنجليزية]‏
- Yingjing County [الإنجليزية]‏
- Hanyuan County [الإنجليزية]‏
- Shimian County [الإنجليزية]‏
- Tianquan County [الإنجليزية]‏
- Lushan County, Sichuan [الإنجليزية]‏
- Baoxing County [الإنجليزية]‏.